# Бар Лін
Бар Лін (івр. בר לין; нар. 8 серпня 2004, Рішон-ле-Ціон, Ізраїль) — ізраїльський футболіст, центральний півзахисник тельавівського «Маккабі», який виступає в оренді за криворізький «Кривбас».

## Клубна кар'єра
Розпочав футбольний шлях у дитячій команді «Хапоель» (Рішон-ле-Ціон), а в 11-річному віці приєднався до Маккабі (Тель-Авів), де грав у юнацьких та молодіжних командах різних вікових категорій. Перший тренер — Еяль Лахман. Дебютував у головній команді клубу 3 березня 2022 року в переможному (4:0) поєдинку проти «Маккабі» (Яффа). У Прем'єр-лізі дебютував 15 травня 2023 року в переможному (3:0) матчі останнього туру сезону 2022/23 проти «Хапоеля» (Беєр-Шеви).
У вересні 2023 року відправився в оренду до «Хапоеля» (Хайфа). Дебютував за команду 30 вересня у програному (1:2) матчі проти «Маккабі Бней Рейне». Першим голом у кар'єрі відзначився 3 лютого 2024 року у переможному матчі проти «Хапоеля» (Петах-Тіква). 31 серпня 2024 року його отримав вилучення у програному (1:3) матчі проти «Маккабі Бней Рейна».
4 липня 2025 року його віддали в оренду до «Кривбасу».

## Кар'єра в збірній
На міжнародному рівні дебютував за юнацьку збірну Ізраїлю (U-16) дебютував 4 серпня 2019 року. Загалом за збірну Ізраїлю вище вказаної вікової категорії зіграв 7 матчів та відзначився 1-м голом. Такоє виступав за юнацькі збірні Ізраїлю (U-18) та (U-19).
У футболці молодіжної збірної Ізраїлю дебютував 10 жовтня 2024 року в програному (0:1) виїзному поєдинку кваліфікації молодіжного чемпіонату України проти молодіжної збірної Естонії. Бар вийшов на поле в стартовому складі, а на 70-й хвилині його замінив Ліран Хазан.